# 马蒂亚斯·比尼亚
马蒂亚斯·比尼亚（西班牙語：Matías Viña，1997年11月9日—），乌拉圭男子足球运动员，司职后卫。現效力於巴西足球甲級聯賽球隊法林明高。烏拉圭國家足球隊成員。
他曾代表乌拉圭国家队参加2022年国际足联世界杯，结果队伍止步小组赛阶段。